# Łoboda szara
Łoboda szara (Atriplex tatarica L.) – gatunek rośliny w różnych systemach klasyfikacyjnych włączany do rodziny komosowatych lub szarłatowatych. Jako gatunek rodzimy występuje w Europie, umiarkowanej części Azji i północnej Afryce. Ponadto zawleczony do Ameryki. W Polsce rośnie w rozproszeniu na nizinach.

## Morfologia

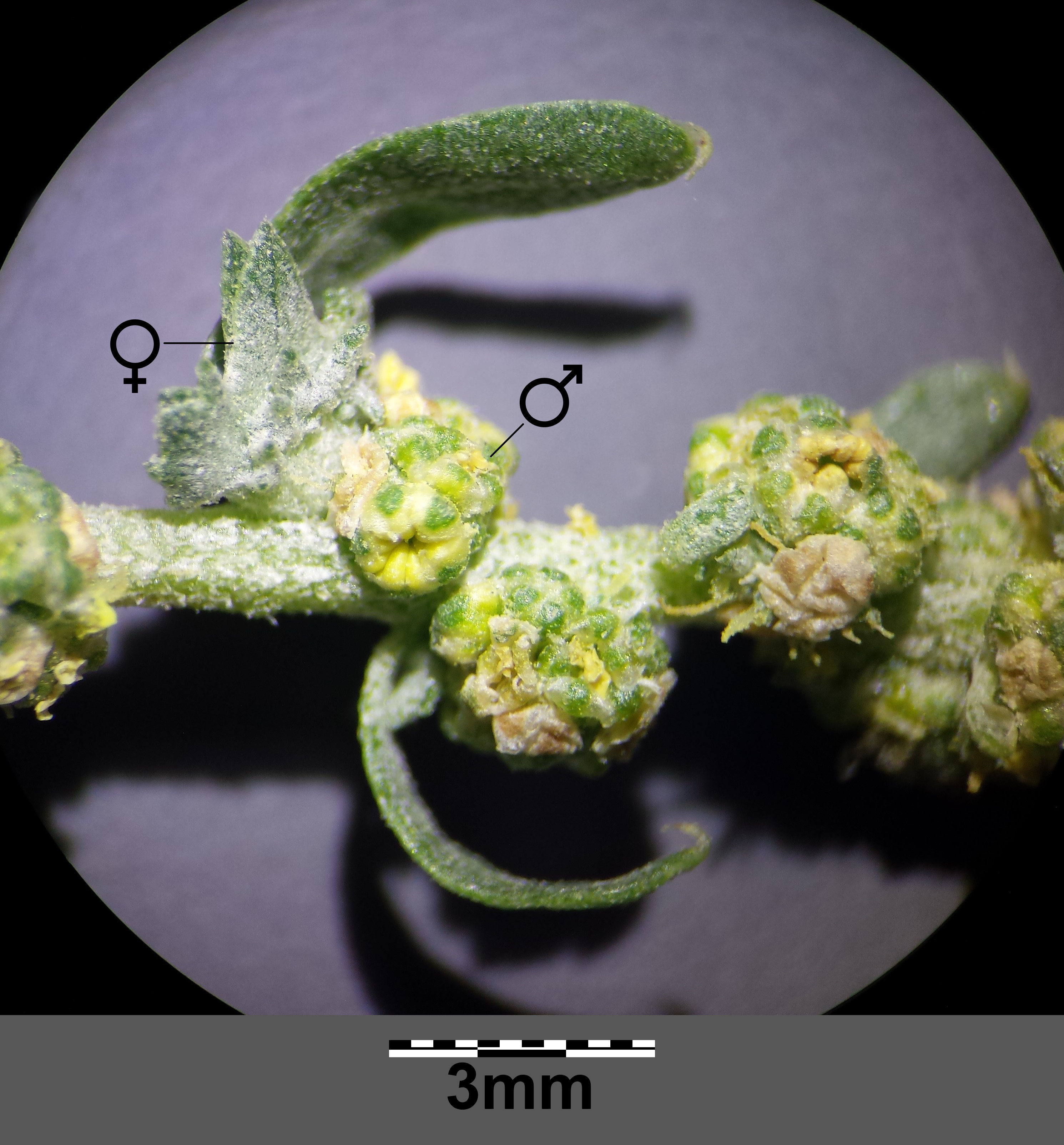
Fragment kwiatostanu

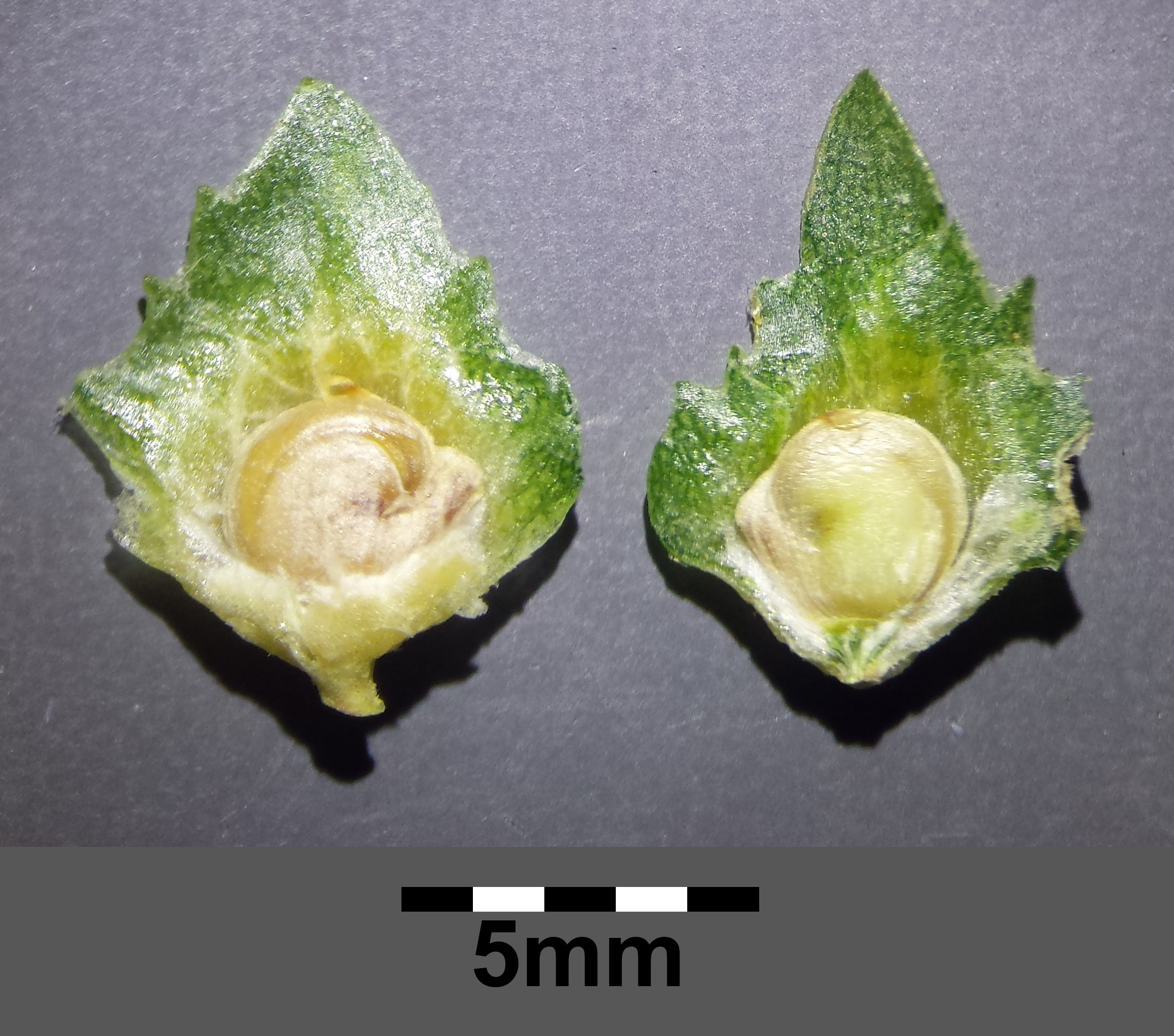
Owoc

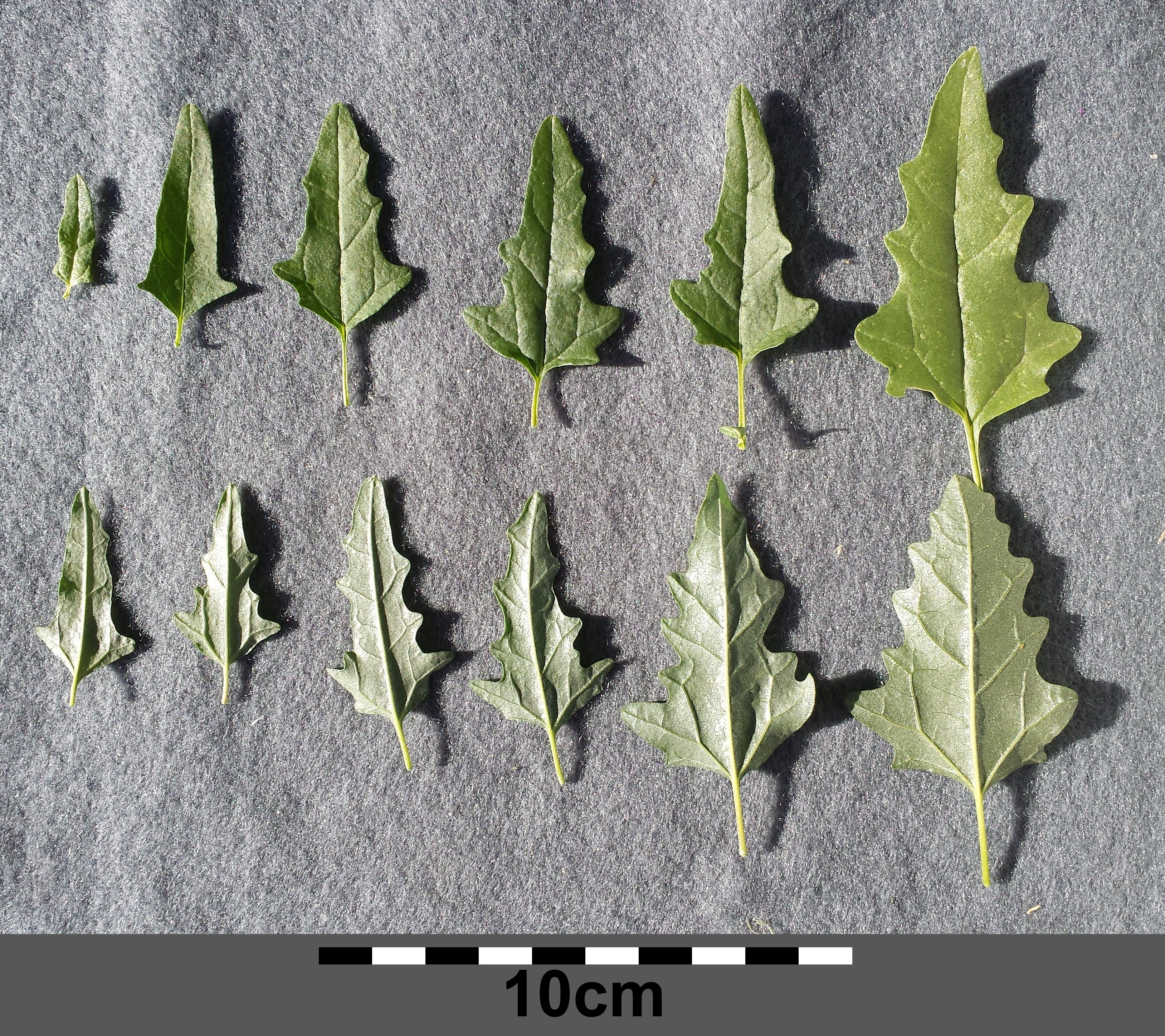
Liście

ŁodygaGęsto łuskowato owłosiona, biaława, do 60 cm wysokości.
LiścieJajowato-trójkątne lub podłużnie trójkątne, nierówno i głęboko ząbkowane. Górne liście siedzące.
KwiatyZebrane w kłosy ulistnione w dolnej części. Podkwiatki rombowe, z wystającymi nerwami na grzbiecie, zrośnięte do połowy, skórkowate, w czasie owocowania do połowy chrząstkowato stwardniałe.

## Biologia i ekologia
Roślina jednoroczna, ruderalna. Kwitnie od lipca do października. Gatunek charakterystyczny zespołu Atriplicetum tataricae.